# Homoneura grossa
Homoneura grossa är en tvåvingeart som först beskrevs av Meijere 1914.  Homoneura grossa ingår i släktet Homoneura och familjen lövflugor. Inga underarter finns listade i Catalogue of Life.